# Alessandro Cantone
Pour les articles homonymes, voir Cantone.
Alessandro Cantone, né le 14 juillet 1987 à Reggio d'Émilie,, est un coureur cycliste italien. Durant sa carrière, il participe à des compétitions sur route et sur piste.

## Biographie
Bon sprinteur, Alessandro Cantone est notamment devenu champion d'Italie de poursuite par équipes en 2006, sous les couleurs du comité de Vénétie. Il a également remporté diverses courses amateurs sur route. Malgré ses performances, il n'est jamais passé professionnel. 

## Palmarès

### Palmarès sur route
- 2004
  - 1re étape du Tour de Toscane juniors
  - 3e étape du Giro della Lunigiana
- 2005
  - Gran Premio Colli Marignanesi
  - Trofeo Gordini
- 2006
  - Coppa Stignani
  - Targa Crocifisso
  - 2e du Circuito Mezzanese
  - 3e du Trofeo SC Marcallo con Casone
  - 3e du Circuito Alzanese
- 2007
  - Trofeo Comune di Valenza
  - 2e du Circuito Mezzanese

### Palmarès sur piste
- 2005
  -  Champion d'Italie du kilomètre juniors
  -  Champion d'Italie de vitesse par équipes juniors (avec Simone Mattiacci et Simone Pasolini)
  -  Champion d'Italie de poursuite juniors
  -  Champion d'Italie de poursuite par équipes juniors (avec Simone Mattiacci, Simone Pasolini et Nicola Rocchi)
- 2006
  -  Champion d'Italie de poursuite par équipes (avec Daniel Oss, Enrico Peruffo et Gianpolo Biolo)
- 2007
  - 3e du championnat d'Italie de vitesse par équipes
  - 3e du championnat d'Italie de poursuite par équipes